# Plestiodon gilberti
Plestiodon gilberti là một loài thằn lằn trong họ Scincidae. Loài này được Van Denburgh mô tả khoa học đầu tiên năm 1896.

## Hình ảnh

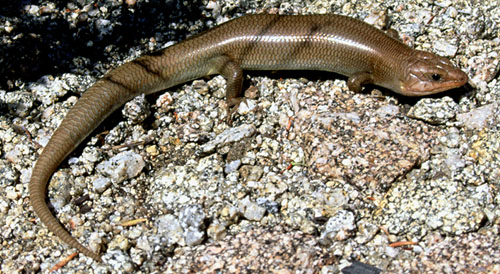